# Trophée d’Or Féminin
Die Trophée d’Or Féminin ist ein ehemaliges französisches Etappenrennen im Frauenradsport.
Die Trophée d’Or Féminin wurde seit 1997 ausgetragen; das Rennen war Teil des UCI-Kalenders in Kategorie 2.2. Das Rennen führte über rund 500 Kilometer und bestand aus fünf Etappen und einem Einzel- oder Mannschafts-Zeitfahren. Start und Ziel lagen im zentralfranzösischen Saint-Amand-Montrond. Die Austragung des Rennens für 2017 wurde annulliert, auch 2018 fand das Rennen nicht statt.

## Palmarès
| - 2016 Élise Delzenne - 2015 Rachel Neylan - 2014 Elisa Longo Borghini - 2013 Marianne Vos - 2012 Elena Cecchini - 2011 Tatjana Antoschina - 2010 Emma Johansson - 2009 Diana Žiliūtė - 2008 Emma Johansson - 2007 Noemi Cantele | - 2006 Sulfija Sabirowa - 2005 Joane Somarriba - 2004 Edita Pučinskaitė - 2003 Olivia Gollan - 2002 Tetjana Stjaschkina - 2001 Edita Pučinskaitė - 2000 Leontien Zijlaard-van Moorsel - 1999 Tracey Gaudry - 1998 Jolanta Polikevičiūtė - 1997 Jeannie Longo |

Je zwei Mal gewonnen wurde das Rennen von der Schwedin Emma Johansson (2008, 2010) und der Litauerin Edita Pučinskaitė (2001, 2004).